# Paraguaçu (Minas Gerais)
Paraguaçu es un municipio brasileño del estado de Minas Gerais.
Se localiza en el sur de Minas Gerais, en la microrregión de Furnas, con una latitud de 21°31′59″ y longitud 45°45′59″, ocupa un área de 380 km² y una población estimada en 2004 de 25 196 habitantes.